# Štěpán Zavřel

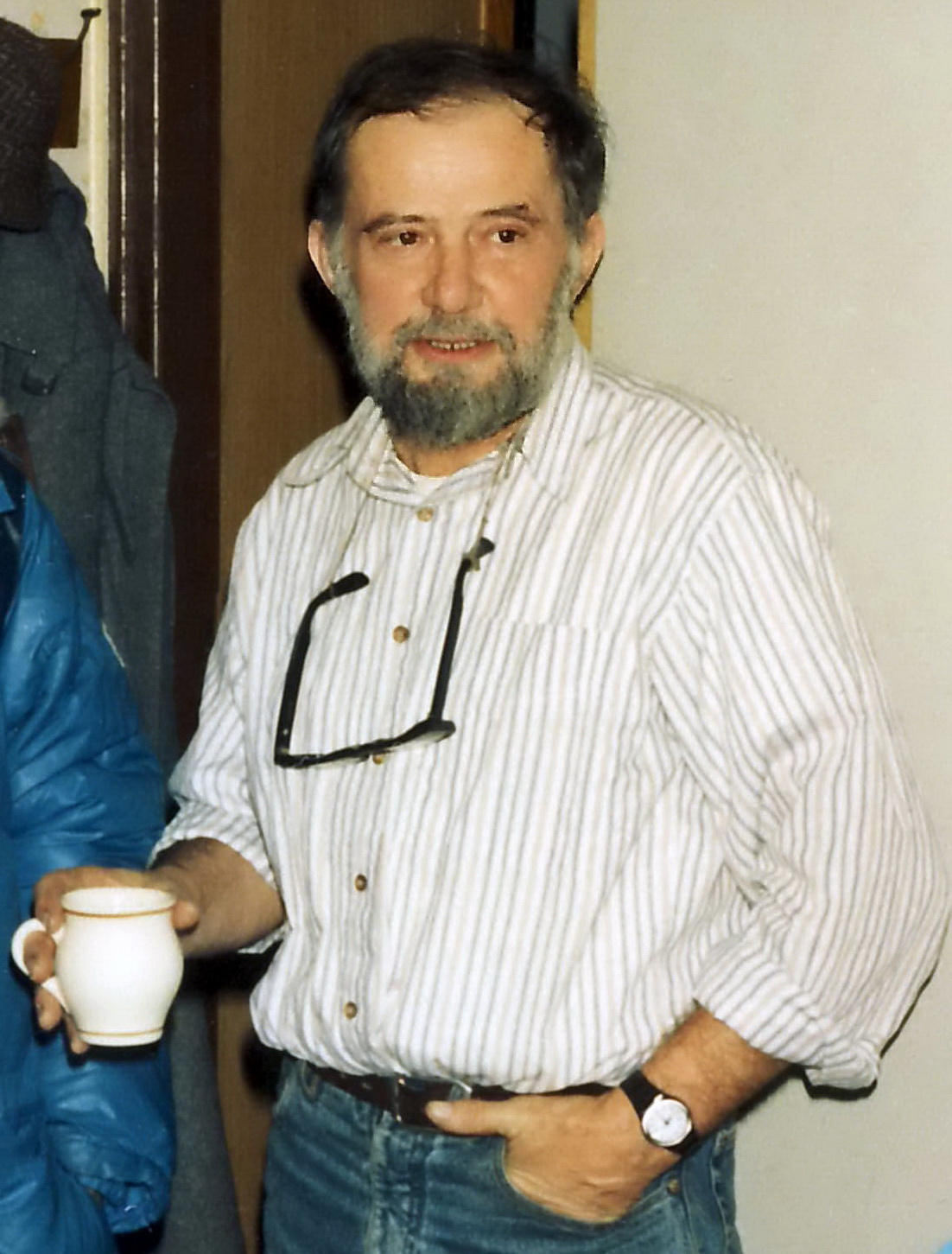
Štěpán Zavřel (1992)

Štěpán Zavřel (* 25. Dezember 1932 in Prag, Tschechoslowakei; † 25. Februar 1999 in Rugolo, Sarmede, Provinz Treviso, Italien) war ein tschechischer Maler, Grafiker und Kinderbuchautor.

## Leben
Nach der Matura am Prager Jan-Neruda-Gymnasium arbeitete Zavřel in den 1950er Jahren in Prag als Künstler unter anderem in den Trickfilmstudios von Jiří Trnka. 1959 gelang ihm die Flucht über Jugoslawien nach Italien, nachdem er vorher ein Ausreisevisum für Filmaufnahmen in Albanien erhalten hatte.
In der Folgezeit studierte Zavřel in Rom an der Accademia di Belle Arti di Roma und bereiste ganz Europa. Er schrieb eigene Kinderbücher und illustrierte Bücher anderer Autoren. 1968, nach dem Ende des Prager Frühlings, ließ er sich in Venetien in dem kleinen Dorf Rugolo in der Provinz Treviso nieder, wo er bis zu seinem Tod lebte und dort eine International School of Illustration gründete.

## Nachwirkungen
- Der von Zavřel 1971 zusammen mit Otakar Božejovský in Zürich gegründete Verlag Bohem Press besteht noch heute.
- Der Premio Štěpán Zavřel trägt seinen Namen.
- Im Museo Artistico Štěpán Zavřel im Castello die Brazzà werden Exponate zu seinem Leben und zu seinen Arbeiten etc. gezeigt.

## Preise und Auszeichnungen
- 1988: Premio Critici in erba des Bologna Ragazzi Award Wettbewerbs für Die Blumenstadt (La città dei fiori) mit Texten von Evelin Hasler.

## Veröffentlichungen

### Illustrationen
- Maria Francesca Gagliardi: Der Zauberfisch. Verlag Annette Betz, 1966.
- Ursula Wölfel: Erde, unser schöner Stern. Patmos Verlag, Düsseldorf 1971, ISBN 3-491-00323-7.
- Gebrüder Grimm: Die Sterntaler: ein Marchen der Brüder Grimm. 2., veränderte Auflage. Patmos, Düsseldorf 1978, ISBN 3-491-79302-5.
- Max Bolliger: Das Hirtenlied. Bohem Press, Zürich 1978, ISBN 3-85581-148-2.
- Max Bolliger: Die Riesenberge. Bohem Press, Zürich 1985, ISBN 3-85581-172-5.
- Eveline Hasler: Die Blumenstadt. Bohem Press, Zürich 1987, ISBN 3-85581-184-9.
- Max Bolliger: Jakob der Gaukler nach einer französischen Erzählung aus dem 13. Jahrhundert. Bohem Press, Zürich 1992, ISBN 3-85581-228-4.
- Max Bolliger: Jona. Lehrmittelverlag des Kantons Zürich, Zürich 1994, ISBN 3-03713-029-6.
- Regine Schindler: Mit Gott unterwegs. Die Bibel für Kinder und Erwachsene neu erzählt. Bohem Press, Zürich 1996, ISBN 3-85581-274-8.
- Max Bolliger: Die Kinderbrücke. Bohem Press, Zürich 2005, ISBN 3-85581-429-5.

### Text und Illustration
- Sie folgen dem Stern. 3. Auflage. Patmos, Düsseldorf 1978, ISBN 3-491-79301-7.
- Vodník: ein tschechisches Volksmärchen. Nord-Süd, Mönchaltorf 1970, ISBN 3-85825-087-2. (Das Märchen vom Wassermann)
- Die verlorene Sonne. Nord-Süd, Mönchaltorf 1973, ISBN 3-85825-019-8.
- Salz ist mehr als Gold: Ein tschechisches Märchen. erzählt und illustriert vom Künstler (Originalausgabe: Salt is Better Than Gold, London 1968, ISBN 0-200-71577-1), 2. Auflage. Nord-Süd, Mönchaltorf/ Hamburg 1973, ISBN 3-85825-032-5. (tschechischer Märchentitel: Sůl nad zlato, aufgeschrieben von Božena Němcová).
- Der Schmetterling. Bohem Press, Zürich 1980, ISBN 3-85581-122-9.
- In Bethlehem geboren: Die Weihnachtsgeschichte. Patmos, Düsseldorf 1981, ISBN 3-491-79039-5.
- Mein erstes Weihnachtsbuch. nur Illustration. Patmos, Düsseldorf 1982, ISBN 3-491-79350-5.
- Großvater Thomas. Bohem Press, Zürich 1984, ISBN 3-85581-164-4.
- übersetzt von Käthe und Günter Leupold: Peter und Hansi. Peters, Hanau 1987, ISBN 3-87627-715-9.
- mit Dieter Naumann: Der Garten des Tobias. Peters, Hanau/ Salzburg/ Bern 1988, ISBN 3-87627-508-3.